# Olaf Deriglasoff
Olaf Piotr Deriglasoff (ur. 10 marca 1963 w Gdańsku) – polski gitarzysta, basista, muzyk sceny niezależnej, kompozytor, autor tekstów, aranżer i producent muzyczny.

## Życiorys
Jego nazwisko jest zniemczoną wersją nazwiska jego ojca: Dierigłazow. Z wykształcenia jest złotnikiem.
Swój pierwszy zespół – Dzieci Kapitana Klossa założył w 1983 w Gdańsku. W 1985 grupa została jednym z laureatów festiwalu w Jarocinie i dzięki Rozgłośni Harcerskiej stała się znana szerszemu gronu słuchaczy.
W 1986 zespół rozpadł się, a Olaf przeniósł się do Berlina Zachodniego, gdzie grywał w różnych formacjach, między innymi we wspólnym zespole z wokalistą znanym obecnie z grupy  Kobiety – Grzegorzem Nawrockim oraz w irlandzko-kanadyjsko-australijsko-polskim projekcie Sea of Heads.
W 1994 wrócił do kraju i przyłączyl się do zespołu Jędrzeja Kodymowskiego – Apteka. Efektem tej współpracy są płyty: Menda (1995) i Spirala (1996).
W 1996 opuścił zespół i wszedł w skład formacji Maćka Maleńczuka – Homo Twist. Przy jego współpracy powstały płyty Moniti Revan (1997) i Live after Death (2000). Od 1998 równolegle grał w innym krakowskim zespole związanym wówczas z Maleńczukiem – Püdelsi. Owocem wspólnej pracy stała się płyta Psychopop (1999).
W 1997 wziął udział w tworzeniu kompozycji i nagraniu płyty zespołu Kury Tymona Tymańskiego pt. P.O.L.O.V.I.R.U.S.
W 2000 nagrał z Kazikiem Staszewskim płytę Melassa.
W 2000, po rozwiązaniu Homo Twist, odszedł z Püdelsów, by zająć się swoim debiutem producenckim, czyli płytą Yugoton (2001). Pełnił tam rolę aranżera, producenta muzycznego, instrumentalisty, wokalisty i autora części tekstów. W 2003 wziął udział w nagraniu płyty Kazika Staszewskiego – Piosenki Toma Waitsa, a w 2001 zaczął współpracę z zespołem Kazik na Żywo. Z grupą tą zarejestrował album Występ (2002). W 2004 wziął udział w stworzeniu kolejnej płyty Kazika Staszewskiego Czterdziesty pierwszy.
Realizując swoje plany solowe, w 2002 założył własną formację Os Gatos. Zespół pracował nad materiałem w składzie Olaf Deriglasoff – gitara, Bartek „Magneto” Tyciński – gitara, Grzegorz „Dżordż” Kurek – gitara basowa, Macio Moretti – perkusja. Wkrótce skład zmienił się, zmieniła się też nazwa. Obecnie grupa występuje pod nazwą Deriglasoff. Olaf powrócił do gitary basowej, a zespół zasilili muzycy z Wrocławia: Wojtek Garwoliński na gitarze (Kości, ex-Pivo), Paweł Galus – również na gitarze (Kości) oraz perkusista Mario Bielski (Kości, The Gardeners). W listopadzie 2005 ukazała się pierwsza solowa płyta Deriglasoffa Produkt. Płytę promował utwór Perełka oraz Amorte. Odległość jaka dzieli Warszawę i Wrocław wymusiła ponowną zmianę składu grupy. Od 2009 zespół Olafa tworzą: Wojciech Puzon Kuzyk i Andrzej Niski na gitarach oraz Robert Misiek Szymański na bębnach i Andrzej Szaja Szajewski na klawiszach.
W maju 2007 Olaf Deriglasoff powrócił do grania w zespole Homo Twist, z którym zarejestrował album Matematyk (2008), po wydaniu którego grupa Homo Twist została zawieszona.
W 2009 zagrał obok Grzegorza Markowskiego, Macieja Maleńczuka, Piotra Wróbla i Pawła Mąciwody jako gość na płycie zespołu WU-HAE pt. Opera Nowohucka.
W latach 2009–2010 wraz z Andrzejem Szajewskim Olaf Deriglasoff współprowadził program Gilotyna na antenie warszawskiego Radia Kampus.
2010 to czas pracy nad drugą płytą. W sierpniu tego roku Olaf Deriglasoff gościł w projekcie Muzeum Powstania Warszawskiego, którego celem było ukazanie historii Warszawy od współczesności do przedwojnia poprzez nowe brzmieniowo i interpretacyjnie wykonania znanych piosenek o Warszawie. Projekt ten zaowocował koncertem oraz płytą pt. www wawa2010.pl, na której w duecie z Karoliną Cichą Deriglasoff wykonał utwór ′′Małgośka′′.
Druga płyta zespołu Deriglasoff Band pt. Noże ukazała się nakładem niezależnej wytwórni Laudanum Rekords w lutym 2011. Singlem promującym album jest utwór „Dyabeu”.
W 2014 nakładem wytwórni Mystic Production ukazał się dwupłytowy album „XXX” podsumowujący ponad 30-letnią karierę muzyczną Olafa Deriglasoffa. Zawiera 30 utworów z lat 1980–2014. Wszystkie kompozycje pochodzące sprzed 2013 zostały nagrane od nowa w zmienionych aranżacjach. W tym samym roku Deriglasoff brał udział w projekcie Męskie Granie Orkiestra.
W 2019 ukazała się płyta Magia y tresura wydana w ramach projektu Cyrk Deriglasoff. W jego skład poza Deriglassofem wchodzą także Tomek Kasiukiewicz – puzon, Robert Kamalski – saksofon, Grzegorz Pastuszka – suzafon, Robert Rasz – perkusja, Tomek Krawczyk – gitara. Płyta porównywana była do dokonań Gogol Bordello i Yugotonu.

## Dyskografia

### Pozostała dyskografia
Albumy studyjne
| Tytuł                                   | Dane dot. albumu                                           |
| --------------------------------------- | ---------------------------------------------------------- |
| 40 przebojów (oraz Arkadiusz Jakubik)   | - Data: 9 czerwca 2016 - Wydawca: Narodowe Centrum Kultury |
| Magia y tresura (jako Cyrk Deriglassof) | - Data: 1 kwietnia 2019 - Wydawca: Laudanum Records        |

Single
| Tytuł | Rok  | Pozycja na liście |
| Tytuł | Rok  | LP3               |
| --- | ---- | ----------------- |
| Męskie Granie Orkiestra – „Elektryczny” (Katarzyna Nosowska, Andrzej Smolik, Olaf Deriglasoff, Michał Sobolewski, Emade, Dawid Podsiadło i Monika Brodka) | 2014 | 1                 |

Inne
| Album                                           | Rok  | Uwagi                                                       | Źródło |
| ----------------------------------------------- | ---- | ----------------------------------------------------------- | ------ |
| Dzieci Kapitana Klossa – Dzieci Kapitana Klossa | 1993 | członek zespołu, gitara, śpiew                              | [ 9 ]  |
| Apteka – Menda                                  | 1995 | członek zespołu, gitara basowa, śpiew                       | [ 10 ] |
| Apteka – Spirala                                | 1996 | członek zespołu, gitara basowa, śpiew                       | [ 11 ] |
| Homo Twist – Moniti Revan                       | 1997 | członek zespołu, gitara basowa                              | [ 12 ] |
| Kury – P.O.L.O.V.I.R.U.S.                       | 1998 | sampler, śpiew                                              | [ 13 ] |
| Püdelsi – Wolność słowa                         | 2003 | gościnnie gitara                                            | [ 14 ] |
| Homo Twist – Matematyk                          | 2008 | członek zespołu, gitara basowa                              | [ 15 ] |
| Ten Typ Mes – Trzeba było zostać dresiarzem     | 2014 | gościnnie produkcja, gitara i śpiew w utworze „Tul petardę” | [ 16 ] |
| Tymon & The Transistors – Polskie gówno         | 2016 | autor utworu „Jedziemy na misję”                            | [ 17 ] |

## Teledyski
| Tytuł                                       | Rok  | Reżyseria       | Album        | Źródło |
| ------------------------------------------- | ---- | --------------- | ------------ | ------ |
| „Plastikowe maski” (oraz Arkadiusz Jakubik) | 2015 | Aleksander Wilk | 40 przebojów | [ 18 ] |

## Filmografia
| Tytuł                    | Rok  | Rola                  | Uwagi                                                         | Źródło |
| ------------------------ | ---- | --------------------- | ------------------------------------------------------------- | ------ |
| Fala                     | 1985 | jako on sam           | film dokumentalny, reżyseria: Piotr Łazarkiewicz              | [ 19 ] |
| Sztos                    | 1997 | jako gracz i kierowca | film fabularny, reżyseria: Olaf Lubaszenko                    | [ 19 ] |
| Historia polskiego rocka | 2008 | jako on sam           | film dokumentalny, reżyseria: Leszek Gnoiński, Wojciech Słota | [ 19 ] |
| Polskie gówno            | 2014 | jako wokalista        | lider zespołu „Płk. Kalita & Zryte Berety”                    |        |
| Jarocin. Po co wolność   | 2016 | jako on sam           | film dokumentalny, reżyseria: Leszek Gnoiński, Marek Gajczak  | [ 20 ] |